# Ogyris genua
Ogyris genua är en fjärilsart som beskrevs av Waterhouse 1941. Ogyris genua ingår i släktet Ogyris och familjen juvelvingar. Inga underarter finns listade i Catalogue of Life.